# ابو علی ایاد
ابو علی ایاد (عربی: أبو علی إیاد) (زاده: ۱۹۳۵- درگذشته: ۱۹۷۱) با نام اصلی ولید احمد نمر نصر الحسن شریم از پایه‌گذاران مقاومت در فلسطین در اولین هسته ای است که جنبش فتح تشکیل داد وی بعدها به عضویت کمیته مرکزی جنبش فتح درآمد، ابو علی تحصیلات دبیرستانی اش را در دبیرستان شهر زادگاهش قلقیلیه گذراند و در سال ۱۹۵۳ دیپلم گرفت و بلافاصله به شغل معلمی در مدارس قلقیلیه و عزون پرداخت.

## زندگی
او از همان ابتدا با لقب ابو علی ایاد شناخته می‌شد ولی نام واقعی او ولید احمد نمر بود. او در سال ۱۹۳۵ در شهر قلقیلیه متولد شد و مدتی در مدارس این شهر به تحصیل پرداخت و در سال ۱۹۵۴ به عراق رفت و در دانشسرای تربیت معلم در شهر بعقوبه به تحصیل پرداخت. در سال‌های ۱۹۵۴ تا ۱۹۶۲ که در عربستان به معلمی اشتغال داشت از او خواسته شد که در تولید برنامه‌هایی برای آموزش سربازان و ارتقاء سطح فرهنگی آنها شرکت کند. پیروزی نبردهای استقلال الجزایر در سال ۱۹۶۲ نقطه عطفی در زندگی ولید احمد بود. او در این زمان علی‌رغم پیشنهادهای مادی زیادی که برای ماندنش در عربستان به او شد، از شغل آموزگاری دست کشید و برای شرکت در جنبش عربی کردن الجزایر بعد از استقلال به این کشور رفت، زیرا فرانسویان در طول بیش از ۱۳۰ سال اشغال این کشور، عملاً زبان عربی را از فرهنگ مردم الجزایر حذف کرده بودند.

## فعالیت در فتح
ابو علی بعد از رفتن به فلسطین، علی‌رغم درخواست رهبری انقلاب فلسطین و شخص ابو جهاد برای دور بودن از صحنه‌های عملیات، با اصرار خودش وارد عملیات نظامی شد و در یکی از معروفترین عملیات‌ها بنام «بیت یوسف» شرکت داشت. او در سال ۱۹۶۲برای نظارت بر آموزش رزمندگان جنبش فتح به سوریه منتقل شد در همین دوران بود که در سال ۱۹۶۸ در جریان یکی از آموزش‌ها در پادگان «الهامه» پای چپ و یکی از چشمانش را از دست داد.

## فعالیت‌های سیاسی
ابو علی همزمان در فعالیت‌های سیاسی نیز شرکت داشت و عضو هیئت‌های فلسطینی که از کشورهای عربی و سوسیالیستی دیدار می‌کردند بود. آخرین دیدار او همراه با هیئت جنبش فتح از چین صورت گرفت. او به دلیل روابط نزدیکی که با مقامات عراقی و سوری در آن زمان داشت نقش بسیاری در فراهم کردن تسهیلات جابجایی اعضای فتح بین کشورهای عربی و همچنین تأمین نیازهای نبرد داشت.

## درگذشت
ابو علی ایاد در تاریخ ۱۷ اوت ۱۹۷۱ مُرد و در مسجد فلسطین در کمپ یرموک دفن شد.